# Colville Young

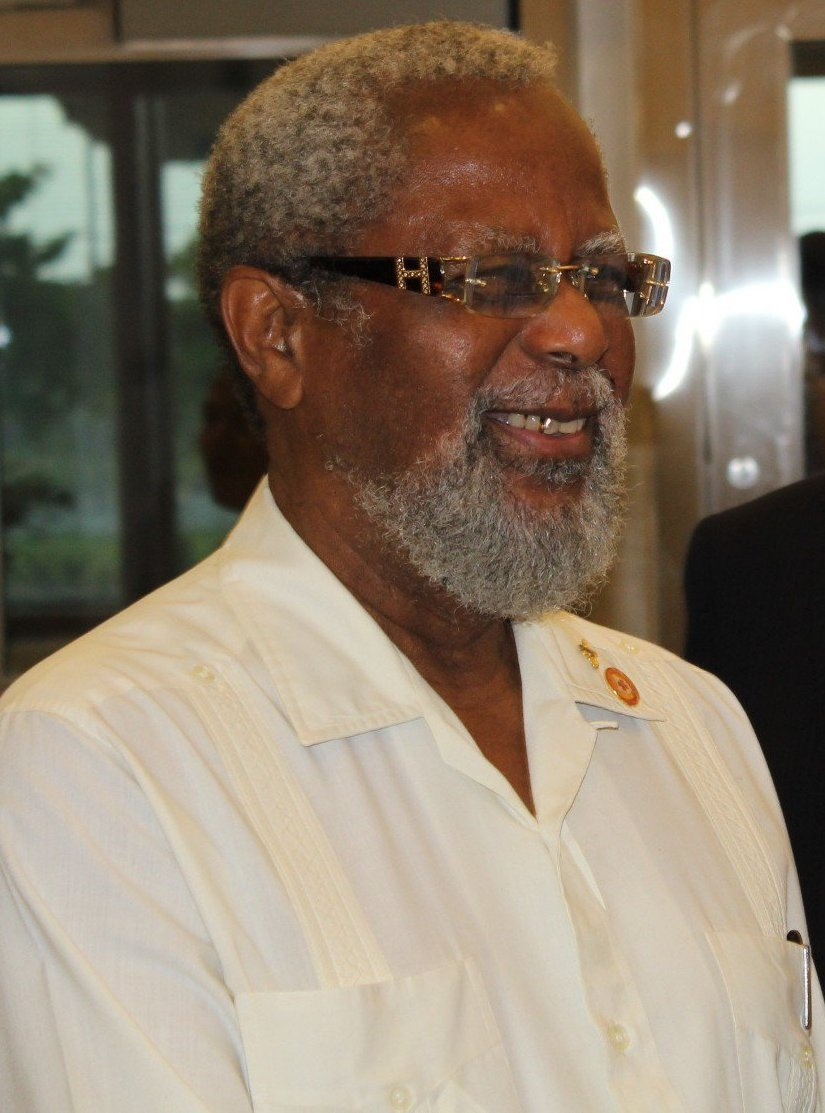
Colville Young

Sir Colville Norbert Young, GCMG, MBE, (* 20. November 1932) ist ein belizischer Politiker, der von 1993 bis 2021 das Amt des Generalgouverneurs von Belize ausübte.

## Leben
Er übernahm das Amt des Generalgouverneurs im Jahr 1993 von seiner Vorgängerin Elmira Minita Gordon und wurde im Jahr 1994 zum Knight Grand Cross des Order of St Michael and St George geschlagen.
Young studierte am St. Michael’s College in Belize und machte seinen Abschluss als B.A. an der University of the West Indies in Jamaika und sein Doktorat in Sprachwissenschaft in York. Colville Young war einer der Gründer der Liberal Party, die sich im Jahr 1973 mit zwei weiteren Parteien zur United Democratic Party zusammenschloss. In den 1980er Jahren wurde er Präsident des University College of Belize. Im Jahr 1993 vor seiner Ernennung zum Generalgouverneur veröffentlichte er ein Buch mit Kurzgeschichten unter dem Titel Pataki Full. Am 30. April 2021 endete seine Amtszeit mit der Übergabe an Froyla Tzalam.
| Vorgänger            | Amt                                    | Nachfolger    |
| -------------------- | -------------------------------------- | ------------- |
| Elmira Minita Gordon | Generalgouverneur von Belize 1993–2021 | Froyla Tzalam |

| Personendaten    | Personendaten                                          |
| ---------------- | ------------------------------------------------------ |
| NAME             | Young, Colville                                        |
| ALTERNATIVNAMEN  | Young, Colville Norbert                                |
| KURZBESCHREIBUNG | belizischer Politiker und Generalgouverneur von Belize |
| GEBURTSDATUM     | 20. November 1932                                      |